# سلمی، اللاذقیه
سلمی (به عربی: سلمی) یک روستا در سوریه است که در استان لاذقیه واقع شده‌است. سلمی ۲٬۱۳۱ نفر جمعیت دارد.